# Fontaine-Simon
Fontaine-Simon is een gemeente in het Franse departement Eure-et-Loir (regio Centre-Val de Loire). De plaats maakt deel uit van het arrondissement Nogent-le-Rotrou. Fontaine-Simon telde op 1 januari 2022 887 inwoners.

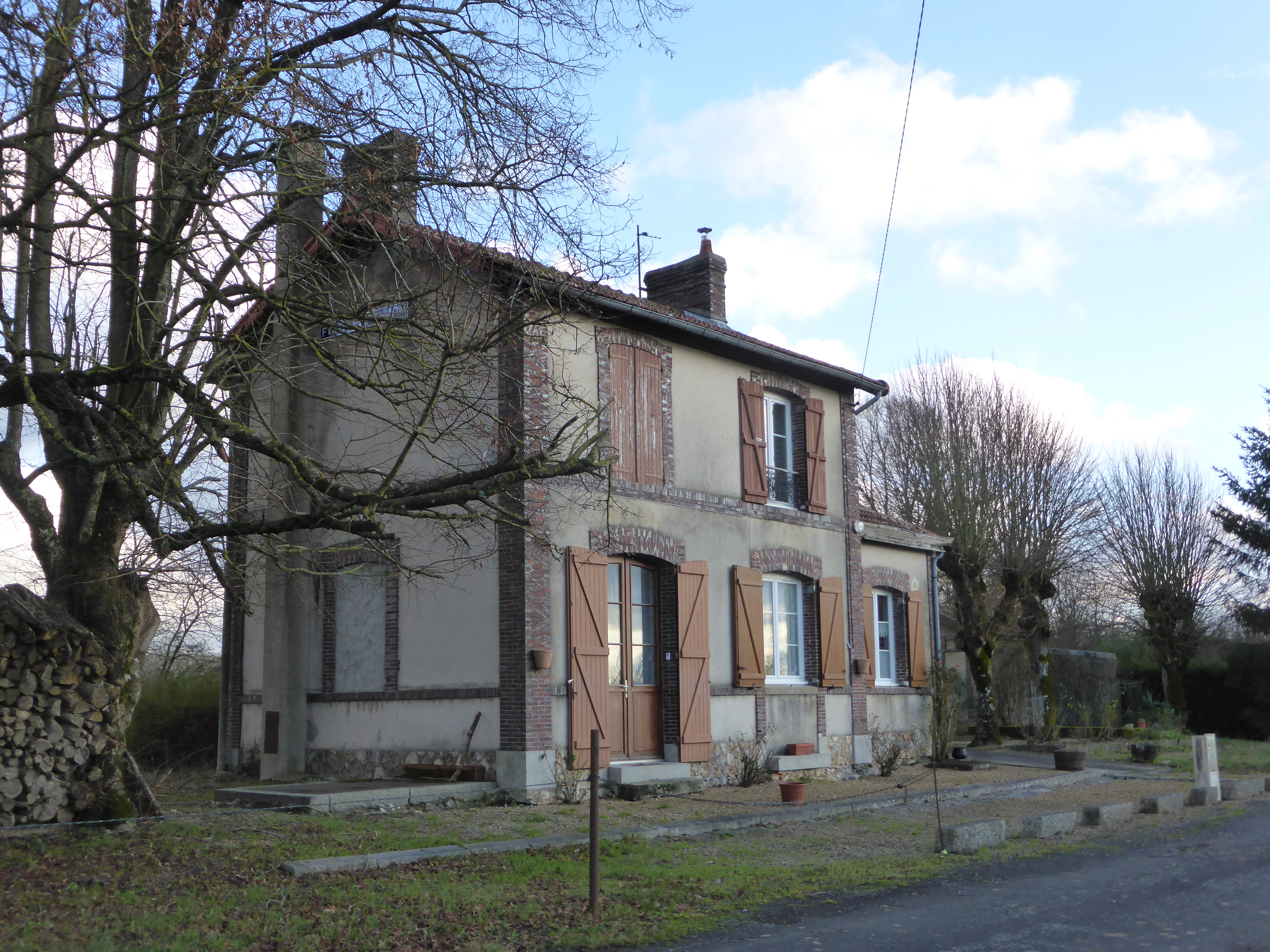
Voormalig station van Fontaine-Simon
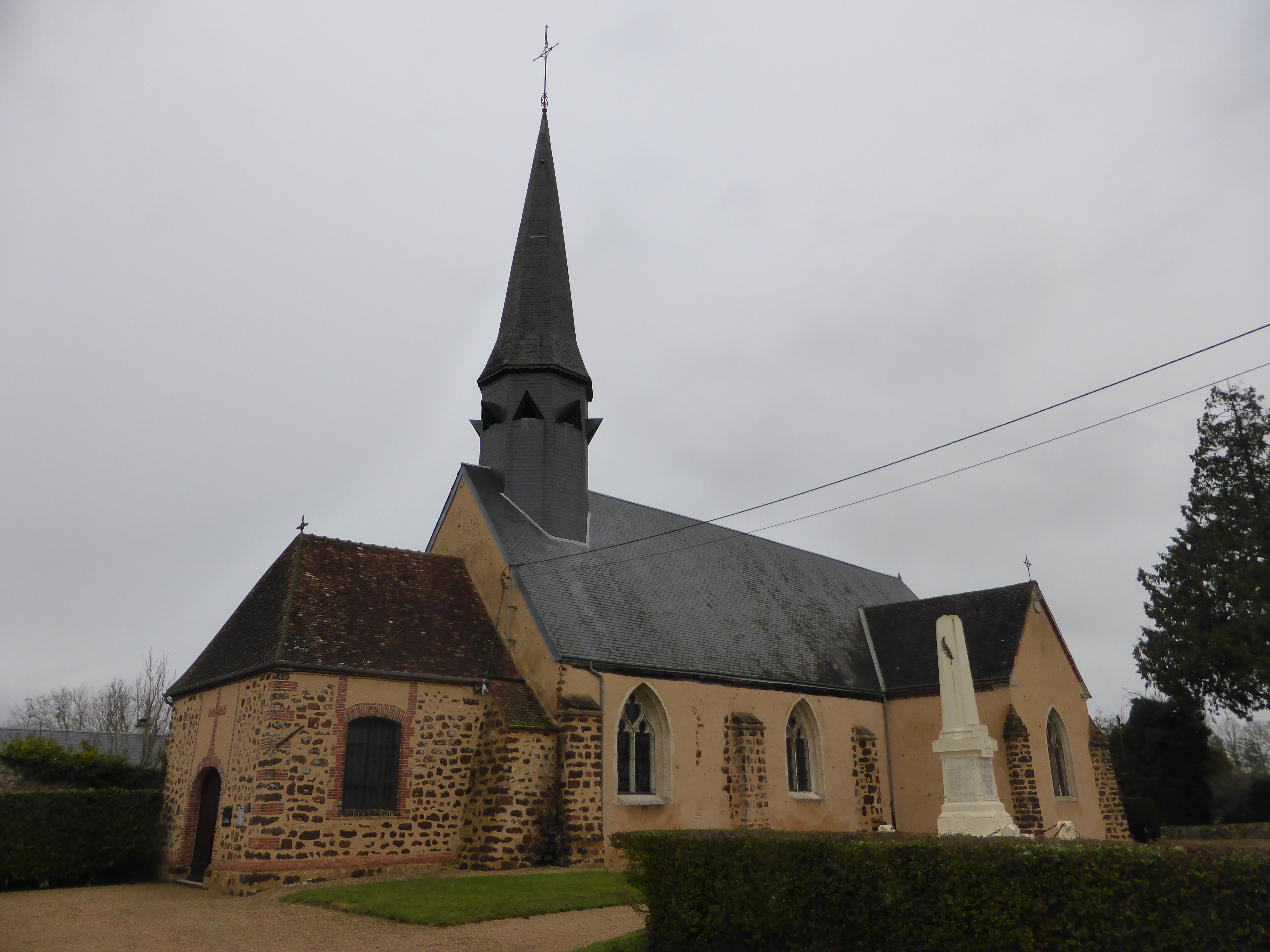
Kerk en oorlogsmonument

## Geografie
De oppervlakte van Fontaine-Simon bedroeg op 1 januari 2022 16,88 vierkante kilometer; de bevolkingsdichtheid was toen 52,5 inwoners per km².

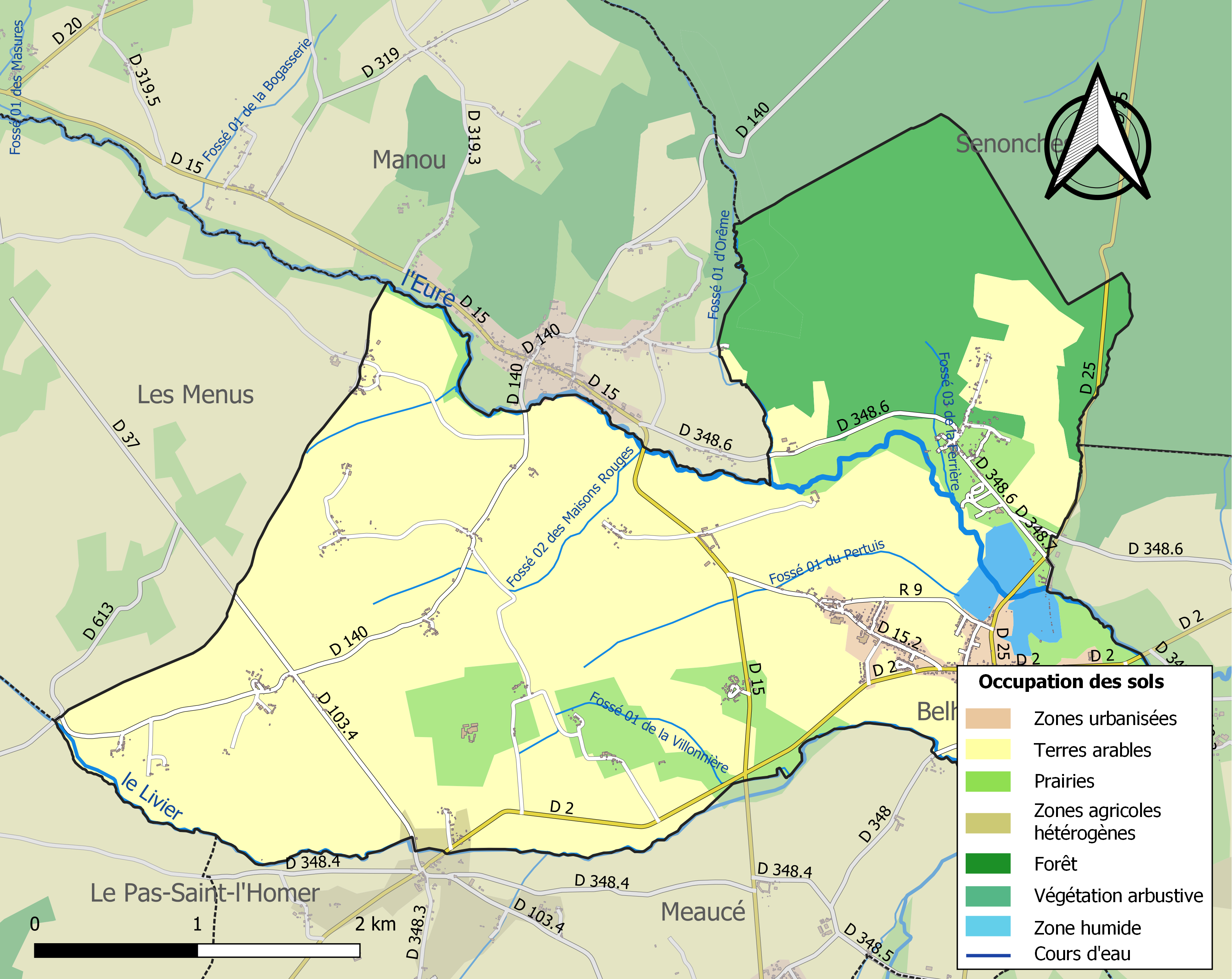
Kaart van de gemeente met belangrijkste infrastructuur, bodemgebruik en omliggende gemeenten

## Demografie
Onderstaande figuur toont het verloop van het inwonertal (bron: INSEE-tellingen).